# Tudeils
Tudeils is een gemeente in het Franse departement Corrèze (regio Nouvelle-Aquitaine) en telt 225 inwoners (1999). De plaats maakt deel uit van het arrondissement Brive-la-Gaillarde.

## Geografie
De oppervlakte van Tudeils bedraagt 9,4 km², de bevolkingsdichtheid is 23,9 inwoners per km².
De onderstaande kaart toont de ligging van Tudeils met de belangrijkste infrastructuur en aangrenzende gemeenten.

## Demografie
Onderstaande figuur toont het verloop van het inwonertal (bron: INSEE-tellingen).